# Ringe (Alemania)
Ringe es un municipio situado en el distrito de Condado de Bentheim, en el estado federado de Baja Sajonia (Alemania), a una altitud de 15 metros. Su población a finales de 2016 era de unos 2000 habitantes y su densidad poblacional, 60 hab/km².

## Historia
Ringe pertenece a la Comunidad Conjunta (Samtgemeinde) de Emlichheim. La comunidad está formada por los tres centros de Großringe, Kleinringe y Neugnadenfeld y se caracteriza principalmente por la agricultura, aunque también tiene una interesante detrás de la historia. Alguna vez la geografía de la comunidad fue un páramo, pero esto fue cultivado por prisioneros de guerra en la Segunda Guerra Mundial, para lo cual los nazis construyeron un campo especial, el Lager Alexisdorf. Después de la guerra, los refugiados sin hogar encontraron aquí un alojamiento, convirtiendo el campo en un nuevo asentamiento, llamado Neugnadenfeld, ahora uno de los tres centros de Ringe (Ortsteile).
Hoy en día, ya no hay muchos páramos puros en la comunidad, pero los conservacionistas han estado tratando durante algunos años de volver a cultivarlos a medida que los páramos, un hábitat para algunas especies animales amenazadas, se están volviendo más escasos.
La comunidad también tiene un edificio lleno de historia, el Altes Landhaus Buddenberg. Hoy en día alberga un restaurante y unas habitaciones para los huéspedes. En los más de 200 años de historia de la casa, fue principalmente el hogar de una posada y una tienda de comestibles para la población rural. En 1997, después de que la casa se utilizara como vivienda particular, se incendió. Unos años más tarde, gracias a la ayuda de donaciones y entusiastas de la historia local, la casa se construyó de nuevo y se restauró con amor según lo requerido para preservar los monumentos históricos.

## Geografía
A través de la comunidad de Ringe fluye el río Vechte, que aguas abajo, en Laar, cruza la frontera con los Países Bajos y al norte del estado de Renania del Norte-Westfalia.